# Eddie Dwane
Edwin John "Eddie" Dwane (17 tháng 7 năm 1896 – 10 tháng 2 năm 1973) là một cầu thủ bóng đá có 46 lần ra sân ở Football League thi đấu cho Lincoln City. Ông thi đấu ở vị trí inside left hoặc tiền vệ cánh trái. Ông cũng thi đấu tại Midland League cho Lincoln City, và ở bóng đá non-league cho Boston Town, Newark Town và Worksop Town.